# سیارک ۶۸۰۸
سیارک ۶۸۰۸ (به انگلیسی: 6808 Plantin، نامگذاری:1932CP) شش هزار و هشتصد و هشتمین سیارک کشف شده‌است که در ۵ فوریه ۱۹۳۲ و در هایدلبرگ کشف شد.
قدر مطلق سیارک برابر ۱۳٫۴۰ است.